# Lista över ortodoxa patriarker av Jerusalem
Detta är en lista över ortodoxa patriarker av Jerusalem, överhuvud för Ortodoxa kyrkan av Jerusalem som är en Grekisk-ortodox kyrka.

## Biskopar av Jerusalem (33–451)
- Jakob (33–44) bistådd av Petrus, Jakob den rättfärdige och Johannes enl.  Gal. 1:18-19; 2:9
- Jakob den rättfärdige (44–62)
- Simeon I (70–99)
- Justus I (99–111)
- Zaccheus (111–?)
- Tobias (?–?)
- Benjamin I (?–117)
- Johannes I (117–?)
- Matteus I (?–?)
- Philip (?–?)
- Senecas (?–?)
- Justus II (?–?)
- Levis (?–?)
- Ephram (?–?)
- Joseph I (?–?)
- Judas (?–134)
- Marcus (134–?)
- Cassianus (?–?)
- Poplius (?–?)
- Maximus I (?–?)
- Julian I (?–?)
- Gaius I (?–?)
- Symmachus (?–?)
- Gaius II (?–162)
- Julian II (162–?)
- Capion (?–?)
- Maximus II (?–?)
- Antoninus (?–?)
- Valens (?–?)
- Dolichianus (?–185)
- Narcissus (185–?)
- Dius (?–?)
- Germanion (?–?)
- Gordius (?–211)
- Narcissus (återinsatt, ?–231)
- Alexander (231–249)
- Mazabanis (249–260)
- Imeneus (260–276)
- Zamudas (276–283)
- Ermon (283–314)
- Macarius I (314–333)
- Maximus III (333–348)
- Kyrillos I (350–386)
- Johannes II (386–417)
- Praulius (417–422)
- Iouvenalios (422–458)

## Patriarker av Jerusalem
- Iouvenalios (422–458)
- Anastasius I (458–478)
- Martyrius (478–486)
- Sallustius (486–494)
- Elias I (494–516)
- Johannes III (516–524)
- Petrus (524–552)
- Macarics II (552)
- Eustochius (552–564)
- Mararics II  (564–575)
- Johannes IV (575–594)
- Amos (594–601)
- Isak (601–609)
- Zacharias (609–632)
- Modestus (632–634)
- Sophronius I (634–638)
- Anastasius II (?–706)
- Johannes V (706–735)
- Theodore (745–770)
- Elias II (770–797)
- George (797–807)
- Thomas I (807–820)
- Basileus (820–838)
- Johannes VI (838–842)
- Sergius I (842–844)
- Solomon (855–860)
- Theodosius (862–878)
- Elias III (878–907)
- Gergius II (908–911)
- Leontius I (912–929)
- Athanasius I (929–937)
- Christodolus (?–937)
- Agathon (950–964)
- Johannes VII (964–966)
- Christodolus II (966–969)
- Thomas II (969–978)
- Joseph II (980–983)
- Orestes (983–1005)
- Theophilus I (1012–1020)
- Nicephorus I (1020–?)
- Joannichius (?–?)
- Sophronius II (?–1084)
- Euthemius I (1084)
- Simon II (1084–1106)
- Savvas (1106–1156)
- Johannes VIII (1106–1156)
- Nicholas (?–?)
- Johannes IX (1156–1166)
- Nicephorus II (1166–1170)
- Leontius II (1170–1190)
- Dositheus I (?–1191)
- Marcus II (1191–?)
- Euthemius II (omkring 1223)
- Athanasius II (1224–1236)
- Sophronius III (1236–?)
- Gregorius I (?–1298)
- Thaddaeus (1298)
- Athanasius III (omkring 1313–1314)
- Gregorius II (1322)
- Lazarus (omkring 1334–1368)
- Arsenius (1344)
- Dorotheus I (1376–1417)
- Theophilus II (1417–1424)
- Theophanes I (1424–1431)
- Joachim (1431–?)
- Theophanes II (1450)
- Athanasius IV (1452–?)
- Jacob II omkring (1460)
- Abraham (1468)
- Gregorius III (1468–1493)
- Marcus III (1503)
- Dorotheus II (omkring 1505–1537)
- Germanus (1537–1579)
- Sophronius IV (1579–1608)
- Theophanes III (1608–1644)
- Paiseus (1645–1660)
- Nectarius I (1660–1669)
- Dositheus II (1669–1707)
- Chrysanthus (1707–1731)
- Meletius (1731–1737)
- Parthenius (1737–1766)
- Ephram II (1766–1771)
- Sophronius V (1771–1775)
- Abramius (1775–1787)
- Procopius I (1787–1788)
- Anthemus (1788–1808)
- Polycarpus (1808–1827)
- Athanasius V (1827–1845)
- Kyrillos II (1845–1872)
- Procopius II (1872–1875)
- Jerotheus (1875–1882)
- Nicodemus I (1883–1890)
- Gerasimus I (1891–1897)
- Damianus I (1897–1931)
- Timotheus I (1935–1955)
- Benedictus I (1957–1980)
- Diodorus I (1981–2000)
- Irenaios I (2001–2005)
- Theophilus III (2005–)